# Ferrovia Terontola-Foligno
La ferrovia Terontola-Foligno è una linea ferroviaria italiana, a scartamento ordinario ed elettrificata, che raccorda la linea Firenze-Roma a Terontola-Cortona con la linea Roma-Ancona a Foligno, passando per Perugia e Assisi.

## Storia
| Tratta                         | Inaugurazione    |
| ------------------------------ | ---------------- |
| Foligno-Collestrada            | 21 luglio 1866   |
| Collestrada-Ponte San Giovanni | 3 settembre 1866 |
| Terontola-Ellera               | 14 ottobre 1866  |
| Ellera-Ponte San Giovanni      | 12 dicembre 1866 |

La ferrovia venne inaugurata nel dicembre del 1866 quale tratto integrante della linea Firenze-Foligno, che in quest'ultima località confluiva nella Roma-Ancona, rendendo quindi possibile l'itinerario Firenze-Roma, divenuto importante con la conquista della città nel 1870.
Nel 1875 con l'apertura del tronco Terontola-Chiusi, che accorciava di diverse decine di chilometri il percorso Firenze-Roma, tutti i treni tra queste due destinazioni vennero dirottati sulla nuova ferrovia; la Terontola-Foligno fu di fatto relegata al ruolo di ferrovia secondaria.
A partire dal 1960 la ferrovia subì numerosi ammodernamenti: fu elettrificata, l'armamento fu sostituito e i principali piazzali delle stazioni furono ricostruiti. Tuttavia fu chiusa, a causa dello scarso traffico, la diramazione per Tavernelle, che si staccava dalla linea presso la stazione di Ellera-Corciano.
L'esercizio a trazione elettrica venne attivato con il cambio d'orario del maggio 1960.
La linea ha nel tempo continuato a svolgere il ruolo di raccordo tra la Firenze-Roma e la Roma-Ancona, trafficata perlopiù da treni regionali a varia composizione e automotrici della Ferrovia Centrale Umbra s.r.l., nonché da treni in servizio diretto tra Perugia e Roma via Foligno. I tempi di percorrenza dell'intera linea oscillano tra i 60 e i 90 minuti. Nel 2011 era in progetto il raddoppio della linea.

## Caratteristiche

### Percorso
| Continuation backward |

| Station on track |

| Unknown route-map component "dCONTgq" | Unknown route-map component "ABZgr" | Unknown route-map component "d" |

| Unknown route-map component "STR+GRZq" |

| Unknown route-map component "eHST" |

| Unknown route-map component "SKRZ-Au" |

| Stop on track |

| Station on track |

| Small non-passenger station on track |

| Unknown route-map component "tSTRa" |

| Unknown route-map component "tSTRe" |

| Station on track |

| Small non-passenger station on track |

| Station on track |

| Unknown route-map component "exdCONTgq" | Unknown route-map component "eABZgr" | Unknown route-map component "d" |

| Stop on track |

| Unknown route-map component "SKRZ-Au" |

| Station on track |

| Stop on track |

| Station on track |

| Unknown route-map component "SKRZ-Au" |

| Unknown route-map component "eHST" |

| Unknown route-map component "dCONTgq" | Unknown route-map component "ABZg+lr" | Unknown route-map component "dCONTfq" |

| Station on track |

| Unknown route-map component "d" | Unknown route-map component "ABZgl" | Unknown route-map component "dCONTfq" |

| Small bridge over water |

| Unknown route-map component "eHST" |

| Unknown route-map component "eHST" |

| Small non-passenger station on track |

| Small bridge over water |

| Station on track |

| Station on track |

| Small non-passenger station on track |

| Station on track |

| Small bridge over water |

| Unknown route-map component "d" | Unknown route-map component "ABZg+l" | Unknown route-map component "dCONTfq" |

| Station on track |

| Continuation forward |

Il tracciato della Terontola-Foligno può essere suddiviso in tre tratte.
La prima tratta, di circa venticinque chilometri, si snoda dalla confluenza sulla Firenze-Roma all'uscita della stazione di Ellera ed è caratterizzata da lunghi rettilinei ed amplissime curve. Inizia in territorio toscano con un rettilineo di due chilometri dalla stazione di Terontola e, dopo un paio di brevi gallerie, piega verso sud-est raggiungendo la fermata di Tuoro; prosegue affiancandosi al lago Trasimeno, seguendone il profilo e superando Montecolognola con la più lunga galleria della linea, di circa 1,3 chilometri giungendo quindi a Magione; da qui, dopo un lungo tratto in terrapieno, raggiunge Ellera.
La seconda tratta, di circa diciotto chilometri, parte da Ellera e va fino a Ponte San Giovanni; estremamente accidentata, in essa si riscontrano le maggiori pendenze della linea (intorno al 10 permille) ed i più stretti raggi di curvatura (comunque mai inferiori a 500 metri). Vi si incontrano anche quattro gallerie ed un viadotto in muratura a cinque luci, in zona San Vetturino. Intorno al capoluogo umbro la ferrovia si snoda in un percorso sinuoso ad "S", chiamato "ansa di Perugia", che incide notevolmente sui tempi di percorrenza della linea. Da Ponte San Giovanni la linea interseca la Ferrovia Centrale Umbra, che percorre l'intera valle del Tevere in direzione nord-sud; dalla stessa stazione di Ponte San Giovanni si stacca dai binari della linea il breve raccordo (5,3 km) che conduce a Perugia Sant’Anna, a ridosso del centro storico.
La terza tratta, di circa ventotto chilometri, va da Ponte San Giovanni a Foligno e si caratterizza per il territorio totalmente pianeggiante e dalla linea quasi rettilinea della ferrovia, salvo alcune piegature nei pressi dei centri abitati. In questa prima parte del tracciato le principali opere d'arte che si incontrano sono un ponte in muratura sul Tevere, subito dopo la stazione di Ponte San Giovanni, una profonda trincea a Collestrada, un ponte in metallo sul fiume Chiascio e un ponte in muratura sul fiume Topino. Due stazioni di questo ultimo tratto della linea (Ospedalicchio e Cannara) sono state chiuse, entrambe per mancanza di traffico: la prima è in disuso dal 1980, mentre la seconda ha smesso di operare nel 1995. Le strutture dei due scali esistono ancora, ma da tempo i treni non vi effettuano alcuna fermata.